# ガス橋
ガス橋（ガスばし、瓦斯橋）は、多摩川にかかる橋。東京都と神奈川県を結ぶ。

## 概要
多摩川河口から10.5 km上流の位置にあり、東京都大田区下丸子と神奈川県川崎市中原区上平間の間に架かる。橋の下部には2本のガス管が設置されている。
片側一車線の道路橋であり、東京都道・神奈川県道111号大田神奈川線（ガス橋通り）が通過する。袂で交差する東京側の旧堤通り、川崎側の多摩沿線道路へ出入りする車の通行量が多く、朝夕は車の渋滞が起きやすい。大田神奈川線は、東京側へ北上すると環八通りと交差し、神奈川側へ南下すると多摩沿線道路、南武沿線道路、国道409号（府中街道）の順に交差する。
北詰にキヤノン本社が位置し、川崎側最寄駅である南武線平間駅からこの橋を徒歩で渡って通勤する多摩地域・神奈川県在住者も多い。

## 沿革
名称は東京ガスが鶴見製造所で製造した大量のガスを東京に供給するために作られたことに由来する。
1929年（昭和4年）にガス管のみの橋として架けられたが、1931年（昭和6年）9月に「瓦斯人道橋」として一般の交通を通すようになり、1936年（昭和11年）ガス管が増設された。丸子橋と六郷橋の間に架かる橋として重宝されたものの、点検用通路を広げて設置された歩道は1メートルほどの幅しかないため、自転車やリアカーが進もうとすれば争いとなることも珍しくなく、「けんか橋」の異名をとったという。
戦後は周辺の橋が増大する交通量に対応しきれなくなり、1960年（昭和35年）6月15日に現在のガス橋が完成、車両の通行が可能となった。

## 近隣の橋
- 多摩川
  - （上流） - 丸子橋 - 東海道新幹線多摩川橋梁 - 品鶴線多摩川橋梁 - ガス橋 - 多摩川大橋 - 六郷橋 - 大師橋 - （下流）